# Gesetzblatt der Verwaltung des Vereinigten Wirtschaftsgebietes
Das Gesetzblatt der Verwaltung des Vereinigten Wirtschaftsgebietes (WiGBl.) war im Nachkriegsdeutschland ein amtliches Druckwerk zur Verkündung von Gesetzen und Verordnungen, die in der Bizone galten.
Das WiGBl. wurde von 1947 bis 1949 in insgesamt 34 Ausgaben herausgegeben. Die ersten 17 Ausgaben erschienen während der Tätigkeit des Ersten Wirtschaftsrates unter dem Titel Gesetz- und Verordnungsblatt des Zweizonen-Wirtschaftsrates. Während der Tätigkeit des Zweiten Wirtschaftsrates lautete der exakte Titel Gesetz- und Verordnungsblatt des Wirtschaftsrates des Vereinigten Wirtschaftsgebietes. Mit der Einführung des Bundesgesetzblattes und insbesondere mit der Auflösung des Zweiten Wirtschaftsrates im September 1949 wurde das WiGBl. obsolet.
Zu unterscheiden ist das WiGBl. von den Amtsblättern der Militärregierungen (ABlMR.) in den drei westlichen Besatzungszonen.